# Carl Gunnar Engström

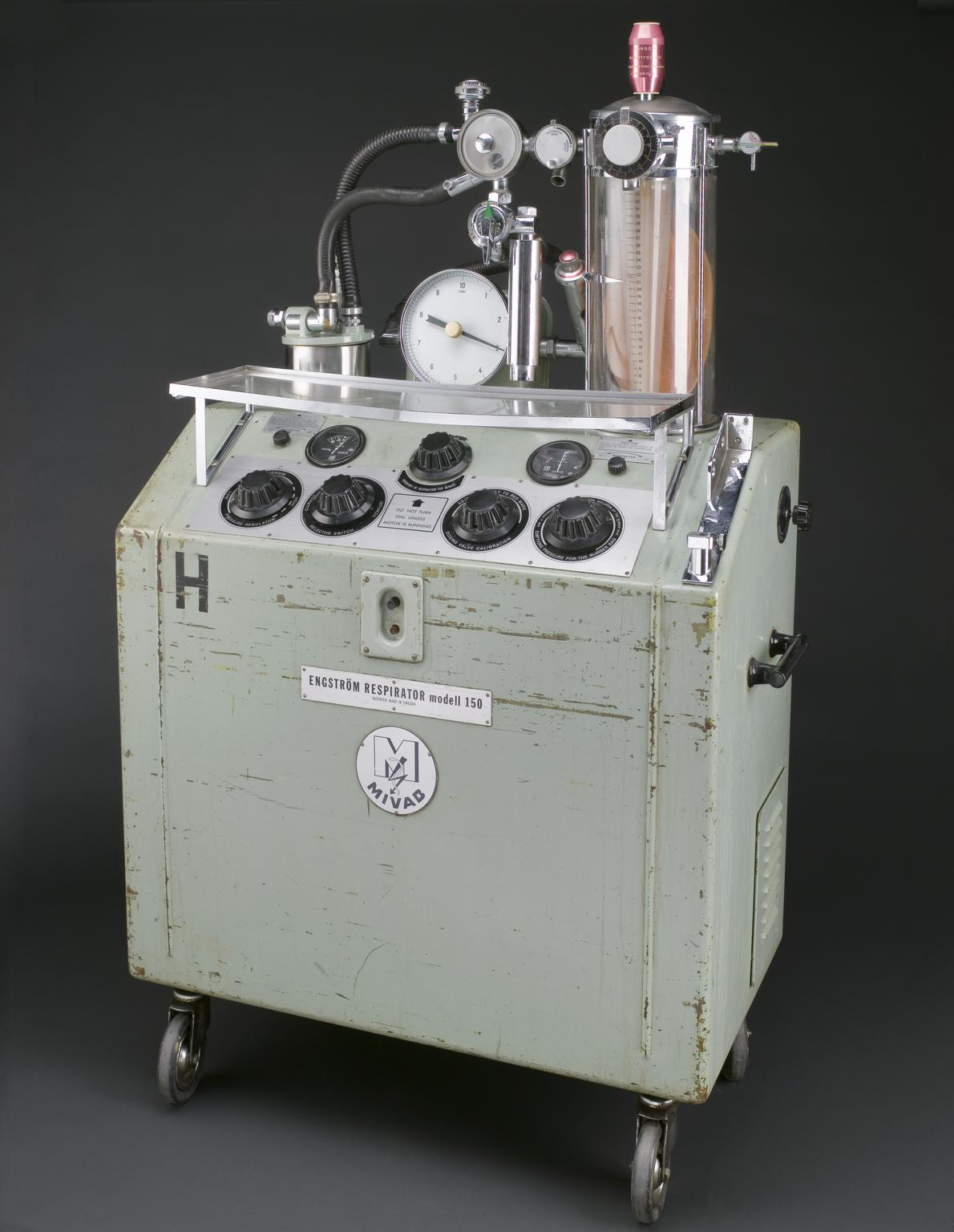
Carl-Gunnar Engström inventó el respirador artificial Engtröm 150, que administraba aire directamente a los pulmones mediante un tubo endotraqueal colocado en la tráquea.

Carl Gunnar David Engström (1 de septiembre de 1912 - 9 de enero de 1987) fue un médico e innovador sueco. Es el inventor del primer ventilador mecánico de presión positiva intermitente que podía administrar respiraciones de volumen y frecuencia controlables y también administrar anestésicos por inhalación.
El respirador Engström150 (EngströmUniversal Respirator) comenzó a fabricarse en serie en 1954. El principio básico del respirador mecánico sigue siendo el mismo hoy en día, pero se dio un salto tecnológico con el servoventilador Siemens-Elema en la década de 1970.

## Vida
Engström nació el 1 de septiembre de 1912 en Oskarshamn, hijo de Carl Johan Engström y Judith Ringberg. Se licenció en Medicina en 1941. Trabajó desde 1941 en el Hospital de Enfermedades Infecciosas de Estocolmo y empezó a trabajar en las Fuerzas Aéreas suecas en 1956. Se doctoró en medicina en la Universidad de Uppsala en 1963 con una tesis titulada La aplicación clínica de la ventilación controlada prolongada: con especial referencia a un método desarrollado por el autor.
Antes de la invención de Engström, el único respirador disponible era el pulmón de acero. Es un ventilador de presión negativa, un respirador mecánico que encierra la mayor parte del cuerpo de una persona y varía la presión del aire en el espacio cerrado para estimular la respiración. Ayuda a respirar cuando se pierde el control de los músculos, o el trabajo de la respiración excede la capacidad de la persona que sufre de polio y botulismo y ciertos venenos (por ejemplo, barbitúricos, tubocurarina ).
Filas de pulmones de acero llenaban las salas de los hospitales en el momento álgido de los brotes de poliomielitis de los años 40 y 50, ayudando a niños, y algunos adultos, con poliomielitis bulbar y bulboespinal. Un paciente de polio con el diafragma paralizado solía pasar dos semanas dentro de un pulmón de acero mientras se recuperaba. Esta máquina mantenía al paciente respirando, con la ayuda de subpresión y sobrepresión. Todo el cuerpo, excepto la cabeza, se colocaba en una cámara de presión, donde no era posible regular la cantidad de aire que recibía el paciente. Engstrom descubrió que los pulmones de acero no ventilaban adecuadamente a los pacientes con poliomielitis grave.
Este problema lo resolvió Engström con su respirador, insuflando aire en los pulmones del paciente mediante un simple tubo a través de la tráquea. El respirador tenía un cilindro para determinar la cantidad de aire y una bomba. Se introducía un tubo en la tráquea del paciente, se inflaba un pequeño globo a modo de sello alrededor del tubo y, a continuación, el respirador bombeaba aire a los pulmones. La cantidad de aire y la cantidad por unidad de tiempo se ajustaba con un mando.
Engström patentó el respirador en 1950.  Los respiradores de Engstrom se usaron por primera vez en el Hospital Blegdams, Copenhague, Dinamarca, durante un brote de polio en 1952. Los respiradores Engström también se probaron en la epidemia de poliomielitis sueca de 1953.
El respirador Engstrom 150 (Engstrom Universal Respirator) comenzó la producción en serie en 1954. Mivab, la empresa que primero fabricó el respirador de Engström, es hoy parte de la división Datex / Ohmeda de General Electric Health Care.
Los sistemas de ventilación por presión positiva son ahora más comunes que los de presión negativa, como los pulmones de acero. Se demostró que salvaba vidas en otras afecciones, como la insuficiencia respiratoria, y pronto sustituyó al pulmón de acero en toda Europa.